# Oblast Archangelsk

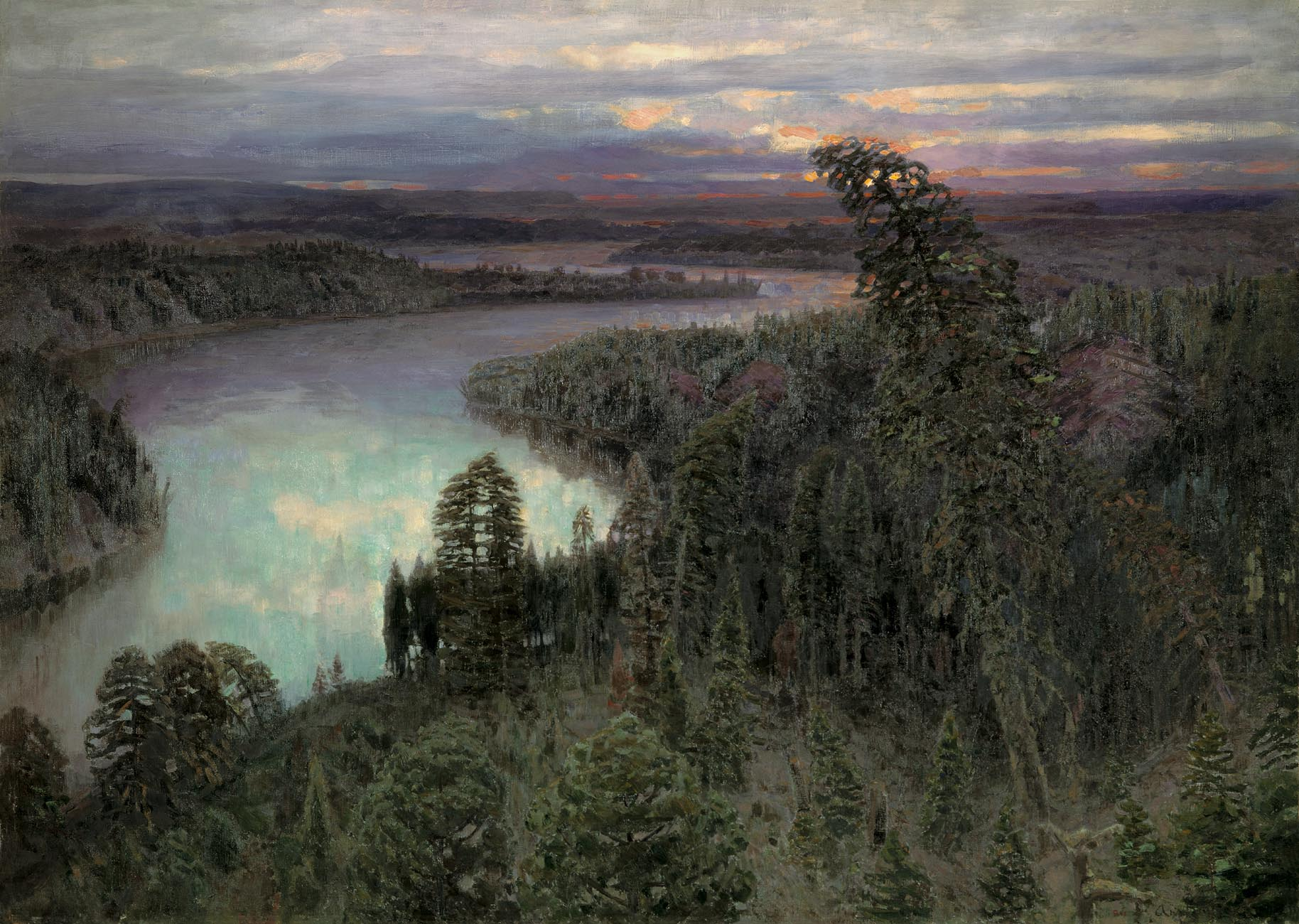
Het Noordelijke Land (Viktor Vasnetsov, 1899).

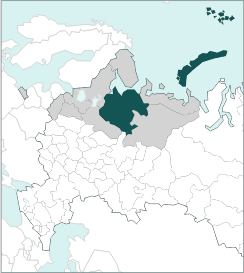
Het gebied zonder Nenetsië

De oblast Archangelsk (Russisch: Архангельская область, Argangelskaja oblast) is een oblast (bestuurlijke eenheid) in het noordwesten van de Russische Federatie. De hoofdstad van de oblast is de gelijknamige stad Archangelsk.
De oblast omvat ook de eilandengroepen Nova Zembla en Frans Jozefland. In het oosten grenst het aan de republiek Komi. Het gebied ligt in het noorden van Europees Rusland. In de oblast ligt ook het autonome district Nenetsië.

## Klimaat
Er heerst een poolklimaat met strenge winters en koele zomers. De belangrijkste rivier is de Noordelijke Dvina, andere rivieren in het gebied zijn de Onega en de Mezen. De belangrijkste steden zijn Archangelsk, Severodvinsk en Kotlas.

## Geschiedenis
In de 11e en 12e eeuw trokken de eerste Russen naar deze oblast en bouwden er nederzettingen. Deze mensen worden beschouwd als subetnos van de Russen en worden aangeduid met het etnonym Pomoren. Met de stichting van Archangelsk (door Ivan de Verschrikkelijke) in 1584 begon de handel zich te ontwikkelen. Archangelsk was de eerste havenstad van Rusland.

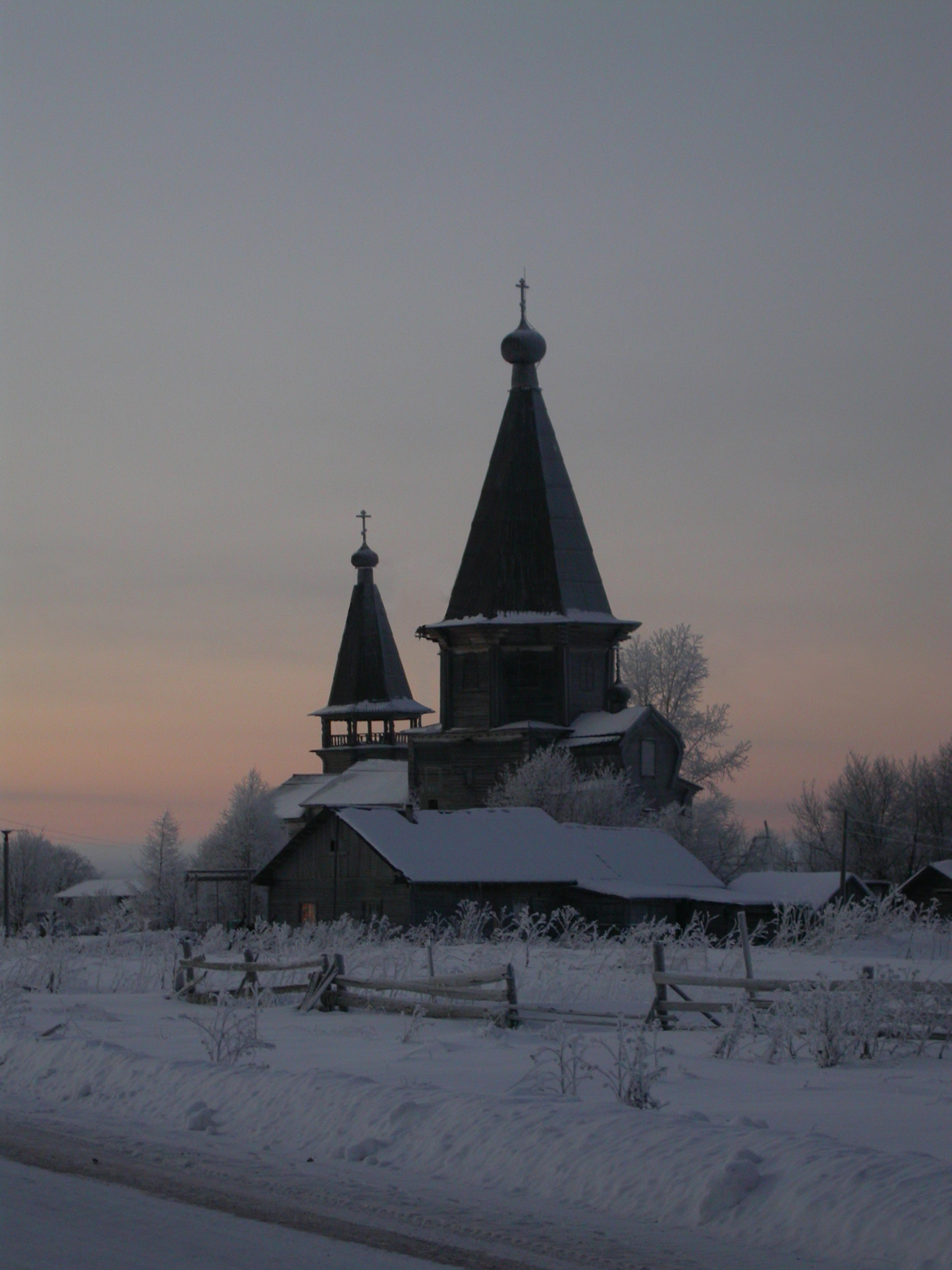
Typisch Noord-Russische houtarchitectuur: de Pokrovkerk met klokkentoren in het dorp Ljadiny, regio Kargopol.

## Economie
De regio is rijk aan bodemschatten (olie, aardgas en diamant), belangrijke industrieën zijn de wapenindustrie, houtbewerking en visserij. Een kleine rol is weggelegd voor toerisme.

## Demografie
Onderstaande gegevens hebben betrekking op de oblast zonder Nenetsië, tenzij anders aangegeven.

### Resultaten volkstelling 2002
Volgens de volkstelling van 2002 had van de 1.294.993 geregistreerde inwoners 94% (1.258.938) de Russische etniciteit. Andere belangrijke etnische groepen in de oblast waren de Oekraïners ( 27.841 personen of 2%), Wit-Russen (10.412 personen of 0,8%) en de Nenetsen (8.326 personen of 0,6%). Daarnaast werden nog 114 etnische groepen geregistreerd, die echter allemaal minder dan 0,5% van de bevolking uitmaakten. 2.212 personen gaven geen etniciteit op.
- Bevolking: 1.336.539
  - Stad: 999.591 (74,8%)
  - Platteland: 336.948 (25,2%)
  - Mannen: 630.011 (47,1%)
  - Vrouwen: 706.528 (52,9%)
- Vrouwen per 1000 mannen: 1.121
- Gemiddelde leeftijd: 36,5 jaar
  - Stad: 35,4 jaar
  - Platteland: 39,3 jaar
  - Mannen: 33,3 jaar
  - Vrouwen: 39,3 jaar
- Aantal huishoudens: 509.035 (met 1.302.734 personen)
  - Stad: 379.212 (met 975.832 personen)
  - Platteland: 129.823 (met 326.902 personen)

## Grote plaatsen

Districten van de oblast, zonder de eilandgroepen in het noorden, en zonder Nenetsië

### Historische ontwikkeling bevolking
| 1926    | 1939      | 1959      | 1970      | 1979      | 1989      | 2002      |
| ------- | --------- | --------- | --------- | --------- | --------- | --------- |
| 450.775 | 1.216.730 | 1.275.839 | 1.401.289 | 1.466.016 | 1.570.256 | 1.336.539 |